# Paralacydes flavicosta
Paralacydes flavicosta är en fjärilsart som beskrevs av George Francis Hampson 1909. Paralacydes flavicosta ingår i släktet Paralacydes och familjen björnspinnare. Inga underarter finns listade i Catalogue of Life.